# Namji-eup
Namji-eup (koreanska: 남지읍)  är en socken i kommunen Changnyeong-gun i provinsen Södra Gyeongsang i den sydöstra delen av Sydkorea, 270 km sydost om huvudstaden Seoul. 